# Parada de Pinhão
Parada de Pinhão is een plaats (freguesia) in de Portugese gemeente Sabrosa en telt 347 inwoners (2001).